# Église Saint-Édouard de Lens
L'église Saint-Édouard, dite localement église du 12, est une église catholique de Lens (Pas-de-Calais). Elle est dédiée à saint Édouard et dépend du diocèse d'Arras. L'église est inscrite aux monuments historiques depuis 2009, ainsi que le presbytère situé au no 1 du parvis de l'église de la Cité no 12 et le logement des bonnes sœurs.

## Contexte religieux
L'église est consacrée à saint Édouard, patron d'Édouard Bollaert, directeur de la compagnie des mines de Lens pendant quarante-deux ans. Elle est bâtie en 1899 dans la nouvelle cité pavillonnaire minière de la fosse n° 12 des mines de Lens, entrée en activité en 1894. L'église, destinée au service des ouvriers de la mine et à leurs familles, est bénite en 1901 par Mgr Williez, évêque d'Arras, de même que l'église Saint-Pierre pour la cité de la fosse n° 11. 
Depuis 2003, l'église fait partie de la paroisse Saint-François-d'Assise de Lens, regroupant les anciennes paroisses de la ville.

## Historique
L'église de briques est construite au milieu d'un groupe scolaire de l'école catholique des mines de Lens, avec le presbytère et les logements de la direction. Dès le début de la guerre de 1914-1918, elle subit des assauts d'obus. La ville est occupée par les Allemands. Elle est quasiment détruite à la fin de la guerre, et reconstruite à l'identique en 1922-1923 par l'architecte Louis Marie Cordonnier (auteur de l'église Saint-Théodore de Lens) et son fils Louis-Stanislas.
Le 26 février 2025, elle est mise en vente sur Le Bon Coin qui présente l'église comme « une maison de quatre pièces », « idéalement située« », et « offrant de multiples possibilités », pour la raison qu'aucune messe ne s'y est déroulée depuis un an.

## Description

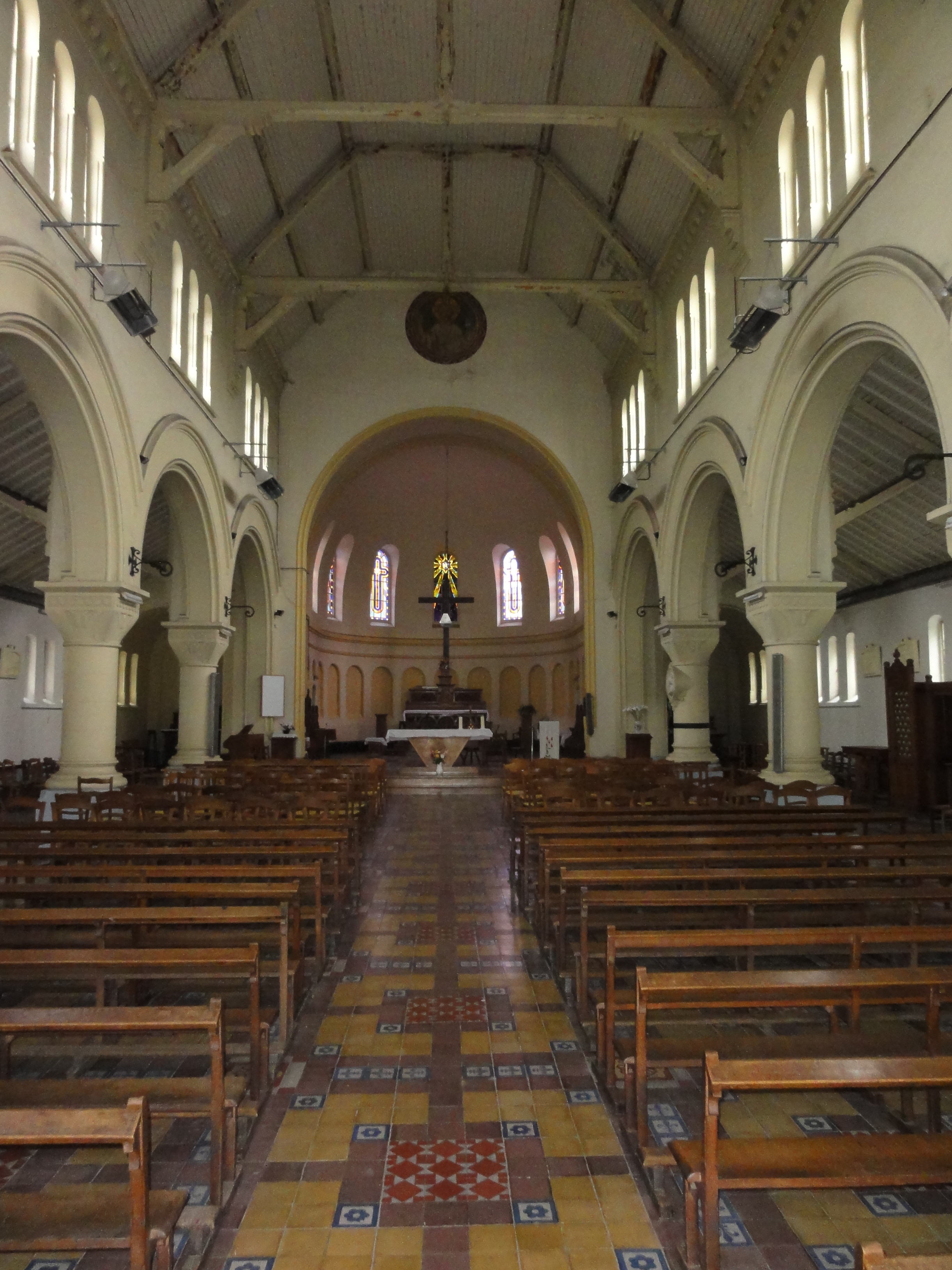
Intérieur de l'église.

Cette église de briques de style néo-roman imprégné de régionalisme présente un clocher-porche coiffé d'une haute flèche couverte d'ardoises.
Elle est de plan allongé sans transept avec deux bas-côtés et se termine par une abside semi-circulaire.

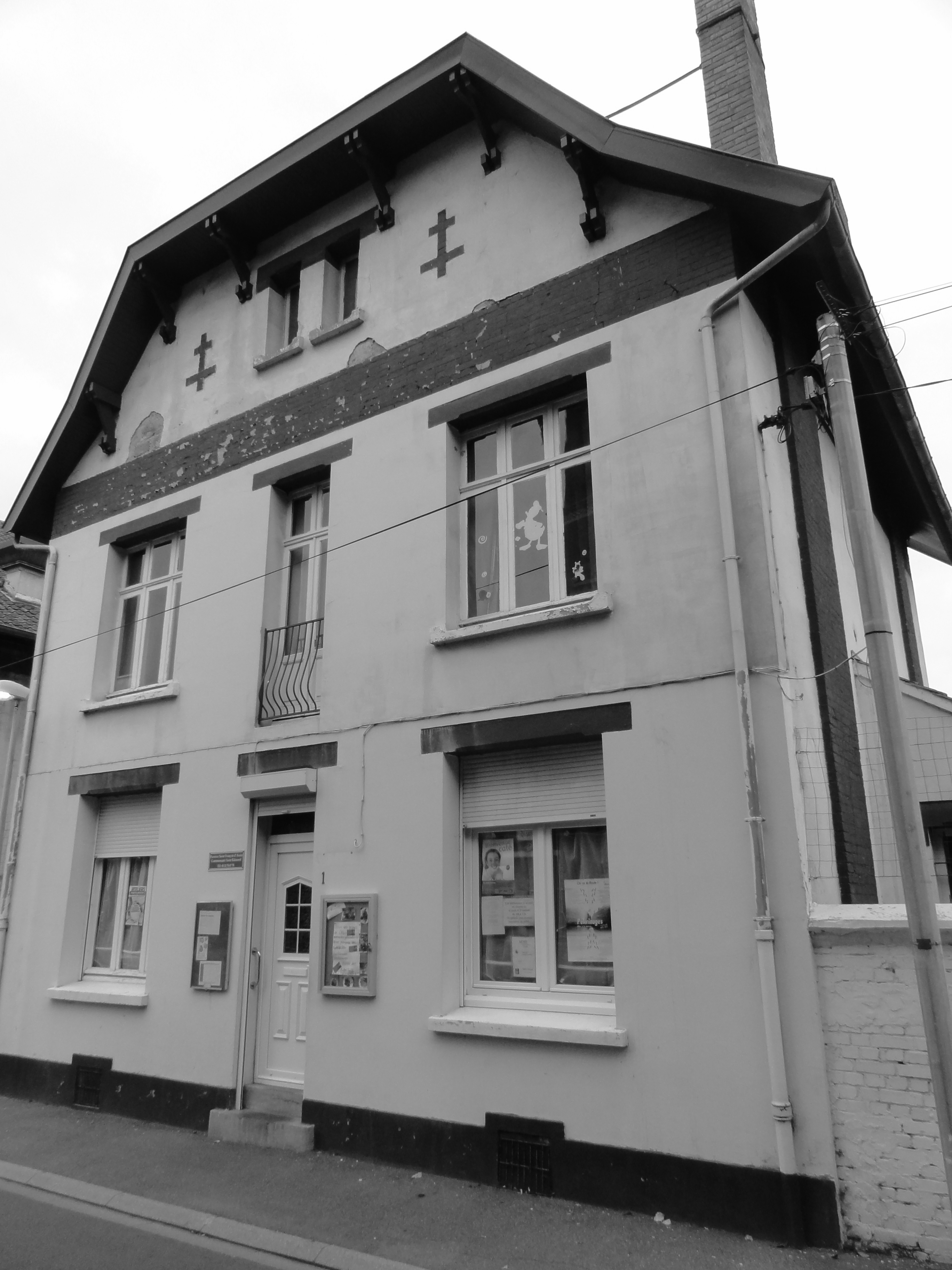
Presbytère inscrit aux MH.
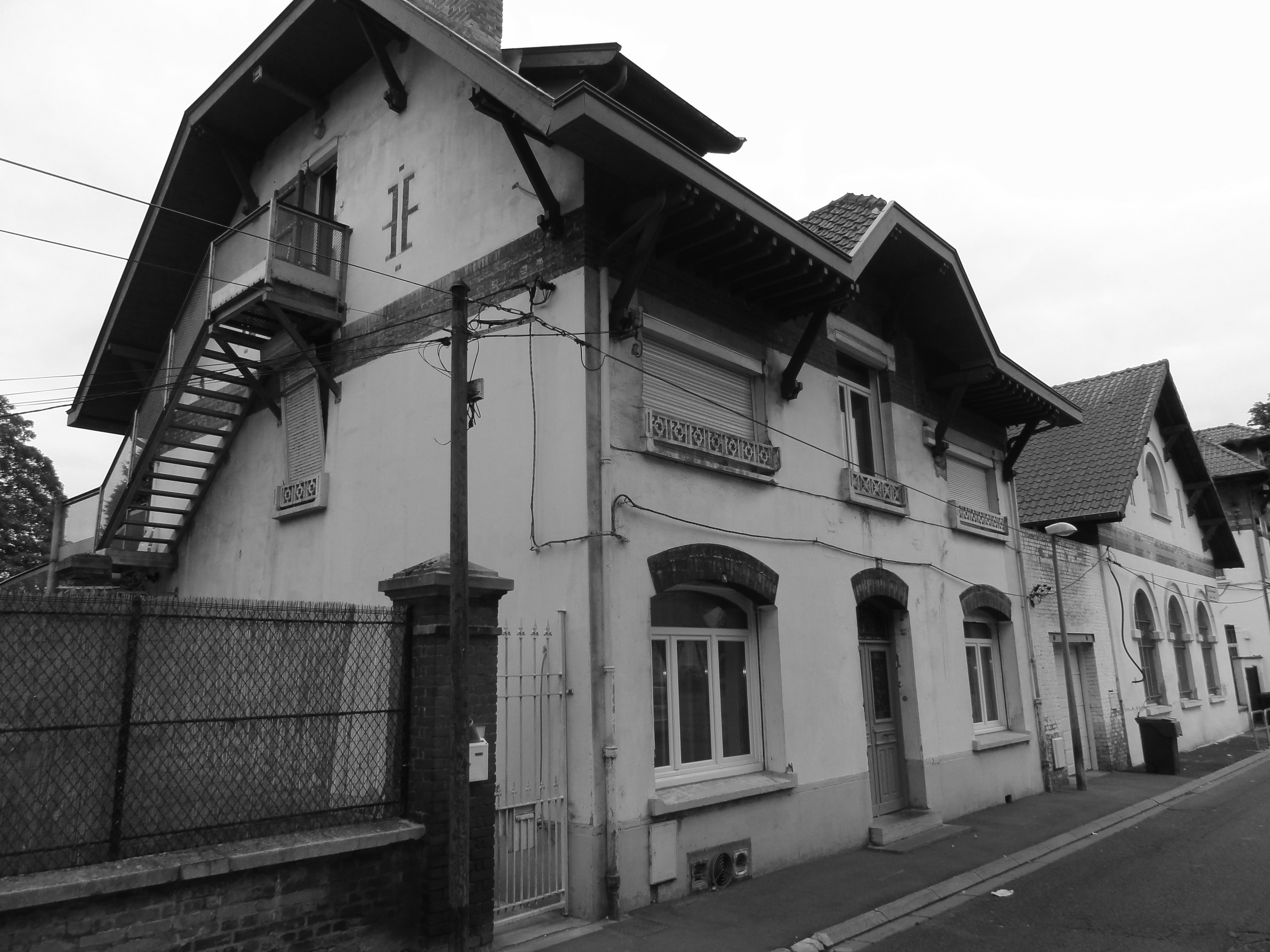
Logement des Sœurs inscrit aux MH.